# Волжанкина, Есения
Есения Волжанкина  (латыш. Esēnija Volžankina; род. 26 ноября 1983 или 28 ноября 1983, Лудза) — латвийская легкоатлетка. Чемпионами Латвии по многоборью. Есения Волжанкина на чемпионате Европы 2010 года в семиборье заняла восьмую позицию, с результатом 5616 очков, что является личным рекордом. Тренером Волжанкиной является Юрий Осташев.